# Medal of Honor: Vanguard
Medal of Honor: Vanguard è un videogioco della serie Medal of Honor, uscito nel 2007 per PlayStation 2 e Wii; è il 10º capitolo della serie. È stato sviluppato dagli studi Electronic Arts di Los Angeles.

## Modalità di gioco
In questo capitolo si impersona un caporale statunitense della 82ª Divisione Aviotrasportata, Frank Keegan. Il gioco riprende alcuni elementi di Medal of Honor: Airborne, come la possibilità di modificare le proprie armi e l'atterraggio con il paracadute all'inizio di ogni livello, che permette di scegliere da dove cominciare la missione.

### Armi
Le armi presenti sono: M1 Garand (fucile semiautomatico della fanteria americana), Thompson (mitra americano), BAR (fucile automatico americano), Colt M1911. 45 (pistola americana, solo multigiocatore), Granata Mk2 (granata americana), Bazooka M9 (arma anticarro americana, solo giocatore singolo), Gewehr 43 (fucile semiautomatico dell'esercito tedesco, solo multigiocatore), MP40 (pistola mitragliatrice tedesca), Stg 44 (fucile d'assalto tedesco), Karabiner 98k (fucile con otturatore tedesco, solo giocatore singolo), Stielhandgranate (granata tedesca, solo multigiocatore) e MG-42 (mitragliatrice pesante tedesca).
Inoltre appaiono come armi pesanti e fisse delle armi non utilizzabili e quasi sempre da disattivare tra cui: dei mortai tedeschi, delle mine antiuomo, dei cannoni di artiglieria Flak 88, dei cannoni di contraerea Flakvering e dei cannoni costieri 28 cm SK L45.
Nel gioco si trovano munizioni standard per tutte le armi. Raccogliendole ricaricano l'arma equipaggiata, qualunque essa sia.
È possibile dotare un M1 Garand di mirino ottico e un Thompson di un caricatore maggiorato che contiene 50 proiettili.

### Multiplayer
È possibile giocare in modalità multigiocatore, da 2 a 4 persone su schermo diviso. Esistono diverse modalità, dal classico deathmatch a cattura la bandiera. In 4 giocatori si può anche giocare a squadre, Alleati contro Asse e decidere se si può subire o no il fuoco amico.
In questa modalità come profilo si può scegliere tra 8 nomi personalizzati e tra 8 personaggi.
O 4 tra gli Alleati:
- Soldato Slauson
- Caporale Garret
- Sergente Magnunson
- Tenente Mc Collum

O 4 tra l'Asse:
- Fante tedesco
- Fallschirmjäger (paracadutista tedesco)
- Soldato d'élite
- Ufficiale (presente solo in multigiocatore)

Le partite si svolgono in 6 mappe:
- una piazza italiana
- una nave abbandonata
- una fattoria olandese
- una cittadina francese
- tra delle baite abbandonate di una campagna
- in una parte della linea Sigfrido

## Veicoli e velivoli
In Medal of Honor: Vanguard appaiono alcuni veicoli e alcuni velivoli.
Vi sono dei velivoli come gli aerei da trasporto C-53 e C-47(da dove Keegan si paracaduta all'inizio delle campagne Husky, Market Garden e Varsity), i Glider(da cui Keegan inizia l'operazione Nettuno dopo essersi schiantato) e un caccia p-51 che appare salvando Keegan e i suoi dall'attacco di un mezzo Semicingolato SdKfz 250, per poi essere abbattuto dalla contraerea tedesca.
Per quanto riguarda i veicoli appaiono:dei camion di entrambi gli schieramenti, alcune carcasse di auto in fiamme e dei trattori.
Appaiono ovviamente anche veicoli da guerra, come dei Semicingolati SdKfz 250 (durante la seconda missione in Francia, come relitto nella terza missione olandese e in Germania quando copre dal lato opposto l'irruzione tedesca nella casa diroccata dove Keegan e i suoi si sono insediati.) e i Tiger Panzer I, i carri tedeschi che appaiono in tutte le operazioni tranne in Italia.

## Personaggi
- Caporale/Sergente Frank Keegan: protagonista del gioco.
- Sergente John Magnunson: primo sergente di Keegan. Muore in Francia per un cecchino.
- Soldato Chalmers: soldato sovrappeso a cui, (oltre a Keegan) viene sempre affidato il compito di avanzare. Muore nei Paesi Bassi durante l'ultimo attacco.
- Soldato Stanley: lo si vede fornire copertura, aprire fienili o far saltare porte.
- Soldato Pike: amico di Chalmers, è forse il compagno di Keegan più abile. Muore in Germania per un'imboscata.
- Soldato Stickland: partecipante alla campagna Husky viene ferito alla gamba.
- Soldato Slauson: soldato di grande ailità, uccide molti tedeschi in Olanda a Grave e in Germania nel lato opposto alla fabbrica. Instaura un rapporto di complicità con Keegan.
- Caporale Garret: espone a Keegan il da farsi a Grave e risulta importante nel fienile/quartier generale in cui, con il suo tedesco, inganna i nemici.
- Tenente John Mc Collum: tenente a capo della compagnia di Keegan, lo si vede soltanto in Olanda e in Germania poiché in Italia l'aereo di Keegan viene abbattuto prima di raggiungere l'obbiettivo e in Francia lo stesso accade al Glider che trasporta il caporale/sergente.

## Nemici
Durante le missioni si incontreranno diversi nemici; qui ne sono elencati i vari tipi:
- Soldato o fante italiano del Regio Esercito (missione 1)
- Soldato o fante tedesco della Wehrmacht (da missione 2 a missione 10)
- Fallschirmjäger (paracadutista tedesco) (da missione 3 a missione 5 e da missione 9 a missione 10)
- Soldato d'élite S.S. (da missione 6 a missione 8)
- Ufficiale tedesco della Wehrmacht (solo multiplayer)

## Campagne
Le campagne sono il modo principale per giocare a Medal of Honor: Vanguard.
In queste missioni, il giocatore impersonerà il Caporale Frank Keegan, appartenente ad un gruppo di paracadutisti dell'82ª Aviotrasportata.
In questo capitolo della saga vi è un'imprecisione: i soldati del Regio Esercito utilizzano armi della Wehrmacht.

### Operazione Husky (Italia 9 luglio 1943)

#### Fuori bersaglio
Il protagonista, il cui aereo verrà abbattuto durante il volo, si troverà ad assaltare alle ore 5 del mattino dei soldati italiani in un paesino nel sud della Sicilia.

#### Der bunker
Dopo essersi asserragliati in un edificio ed aver scacciato i soldati italiani, il gruppo del sergente Magnuson (superiore di Keegan) dovrà ripulire il resto del paese dalle truppe tedesche e distruggere una batteria di cannoni costieri.

### Operazione Nettuno (Francia 5-6 giugno 1944)

#### Dietro le linee nemiche
Durante un lancio di rifornimenti, l'aereo che traina l'aliante della Squadra precipiterà.
Keegan ed un suo compagno dovranno farsi strada fra i tedeschi, nei quali sono presenti i migliori paracadutisti dell'esercito tedesco. Una volta ricevuti rinforzi, il Gruppo dovrà irrompere in una chiesa, liberare il Sergente Magnuson e respingere un assalto alla chiesa da parte dei tedeschi con gli MG42.

#### Avvoltoi
Ripresosi da un colpo di calcio del fucile di un tedesco, Keegan e gli altri soldati dovranno distruggere un ponte e, liberato un paracadutista, distruggere un semicingolato Sd.Kfz. 250 con un bazooka precedentemente recuperato fra i relitti degli alianti abbattuti.
Durante la distruzione dell'ultimo ponte, il caporale Keegan perderà nuovamente conoscenza.

#### Requiem
Appena rinvenuto, Keegan vedrà morire davanti ai suoi occhi il sergente Magnuson per mezzo di un cecchino tedesco.
Ripuliti 2 edifici dai tedeschi, i Soldati dovranno attaccare un ponte pesantemente fortificato e difeso. Una volta distrutto uno sbarramento con un bazooka, la Squadra dovrà attaccare una villa (Quartier Generale Tedesco). Subito dopo eliminati i difensori, l'edificio sarà attaccato da 4 carri armati Tiger e da molti soldati tedeschi.

### Operazione Market Garden (Paesi Bassi 17 settembre 1944)

#### I ponti per Grave
Paracadutatosi, il neo-promosso sergente Keegan dovrà ripulire un edificio presidiato dai tedeschi e sfuggire al fuoco dei mortai.
Subito dopo, con l'aiuto di altri paracadutisti, Keegan e la sua Squadra dovranno ripulire una trincea tedesca; fatto questo, il sergente salirà in cima ad un finto mulino e distruggerà il Flakvierling posto in cima.
Eliminati dei rinforzi in ritardo, i Paracadutisti faranno irruzione in un fienile occupato dalle forze d'élite tedesche.
Dopo aver ripulito anche il piano superiore e recuperati dei preziosi documenti arriverà un altro gruppo di tedeschi che, ingannati dal caporale Garret (un compagno di Keegan) che conosce il tedesco, cadranno in un'imboscata.
Fatti fuori anche questi ultimi avversari, i Paracadutisti si dirigeranno verso la città di Grave.

#### Tormento
I Paracadutisti dovranno immediatamente assaltare una casa semidistrutta piena di tedeschi.
Keegan e i suoi, però, non faranno in tempo ad entrare che un folto gruppo di tedeschi sopraggiungerà per riconquistare l'edificio.
Respinti questi nemici, altri ne sopraggiungeranno dal retro della casa.
Dopo aver risalito una scala di fortuna, i Soldati dovranno ripararsi dai colpi di un cecchino e di una mitragliatrice avvicinandosi al contempo alla porta blindata del bunker.
Fatte saltare la 1° e la 2° porta del bunker(ognuna protetta da una mitragliatrice che sporge da una feritoia), Keegan dovrà eliminare gli ultimi tedeschi all'interno e sopra al bunker.
Fatto questo, il Sergente dovrà distruggere il Flakvierling sul bunker.
Subito dopo, Keegan dovrà far saltare un'ultima porta per uscire e oltrepassare il ponte lì vicino(sul quale si schianterà addirittura un aereo abbattuto dalle contraeree) mentre viene difeso da dei soldati tedeschi.
Aggirata una mitragliatrice ed eliminati gli ultimi nemici, Keegan, salito sul bunker parzialmente crollato, dovrà distruggere un ultimo cannone antiaereo.
Subito dopo la sua squadra incontra il tenente Mc Collum.

#### Predatori
Appena la missione inizia, il protagonista si troverà al centro di una piazzetta sotto il fuoco dei nemici appostati sui palazzi.
Dopo aver stabilito il piano d'azione, Keegan ed i suoi compagni avanzeranno in un edificio semidistrutto e, dopo aver assistito alla distruzione di un Carro Tiger, si uniranno ad altri paracadutisti e continueranno ad avanzare nella città ripulendo diversi edifici dai Tedeschi.
Dopo aver distrutto un altro cannone contraereo e degli ostacoli che sbarrano la strada, i Paracadutisti incontreranno un carro Tiger che verrà poi distrutto con un bazooka le cui munizioni sono sparpagliate per la zona.
Eliminati gli ultimi Tedeschi, si constaterà la morte di Chalmers, uno dei compagni di Keegan.

### Operazione Varsity (Germania 24 marzo 1945)

#### Fine dei giochi
I Paracadutisti uniti alla 17ª si lanceranno sulle linee Tedesche oltre il Reno e dopo aver eliminato parecchi Tedeschi e distrutto un Flak 88, si rifugeranno in mezzo a delle rovine.
Numerosi tedeschi sopraggiungeranno e Keegan, con l'aiuto dei suoi compagni, dovrà difendere il rudere.
Fatto questo, il sergente dovrà, sotto il fuoco delle mitragliatrici dei bunker, trovare l'accesso alle trincee tedesche.
Ripulito un bunker e distrutto il Flakvierling e il Flak 88 lì vicino, un carro Tiger si immobilizzerà incastrando lo scafo nelle trincee.
Keegan dovrà ripulire una postazione quasi sotto al carro armato e piazzare una carica esplosiva sotto al Tiger mentre la torretta dello stesso gli sparerà.
Sulla strada si presenterà un altro bunker da ripulire e un altro Flak 88 da far saltare.
Eliminati gli ultimi tedeschi in zona e fatti saltare degli ostacoli, tutti i nemici si ritireranno.
A causa di un carro armato, 2 dei compagni di Keegan rimarranno tagliati fuori.

#### Una dura prova
Dopo pochi metri all'interno della fabbrica, un'imboscata ucciderà tutti i compagni di Keegan.
Salite delle scale, ed eliminati alcuni Fallschirmjäger, si dovrà distruggere un Carro Tiger.
Fatta saltare una porta, un nutrito drappello di nemici accoglierà Keegan a suon di proiettili.
Eliminatili tutti(cosa che richiederà un po' di tempo) Keegan dovrà far saltare un Flak 88 difeso da dei soldati increduli di trovarlo lì.
Fatta saltare un'altra porta ed eliminati un paio di nemici, Keegan dovrà entrare nelle trincee tedesche.
Ripulitele completamente e fatte saltare le casse su cui era piazzata una MG42, Keegan assisterà al massacro di alcuni tedeschi da parte dei suoi compagni.
Riunitosi agli altri paracadutisti, a Keegan verrà assegnato il compito di ripulire il tratto di fabbrica più avanti dai cecchini fra sbarramenti di fili spinati, tunnel sotterranei ed MG42.
Keegan, raggiunta la porta in fondo ed eliminati i soldati alle mitragliatrici e quelli che usciranno dalla porta stessa, dovrà farla saltare ed eliminare un'altra dozzina di nemici.
Salite le scale, ripulite le stanze dai nemici e fatta saltare l'ennesima porta, Keegan ed i suoi ultimi compagni dovranno ripulire l'ultimo tratto di fabbrica da numerosi nemici, il quale subirà il tentativo di riconquista dei tedeschi da parte di innumerevoli Fallschirmjägers e di ben 3 Carri Tiger.
Respinta quest'ultima minaccia, il gioco terminerà sotto una pioggia di paracadutisti Americani.

## Medaglie
Nel gioco vi sono molte medaglie (alcune regalano dei bonus) che vengono conservate nella scheda personale:
- Medaglia campagna=Completamento campagna-bonus ottenimento campagna successiva
- Medaglia di bronzo= Completamento di una missione senza morire-bonus recupero dopo la corsa più veloce
- Stella d'argento= Completamento di una campagna senza morire-bonus recupero vita più veloce
- Foglia di quercia= Ottenimento di 7 medaglie-bonus più energia vitale
- Croce ali= Atterraggio in punti strategici e/o in punti di oggetti
- Medaglia esperto di armi= Utilizzo di tutte le armi in una missione
- Croce premio tiratore scelto= Uccisione di un certo numero di nemici con un colpo alla testa. Varia a seconda della missione. Operazione Husky (10); Operazione Nettuno (15); Operazione Market Garden (20); Operazione Varsity (30)
- Medaglia all'onore vittoria SGM= Ottenimento di tutte le medaglie e missioni delle campagne